# Баллетт, Вики
Виктория Андреа «Вики» Баллетт (англ. Victoria Andrea "Vicky" Bullett; род. 4 октября 1967, Мартинсберг, Западная Виргиния) — американская профессиональная баскетболистка, выступала в женской национальной баскетбольной ассоциации. За три месяца до основного драфта ВНБА 1997 года была распределена в клуб «Шарлотт Стинг». Играла на позиции тяжёлого форварда и центровой. После окончания своей карьеры она вошла в тренерский штаб родной команды «Вашингтон Мистикс». В настоящее время работает главным тренером студенческой команды «Уэст Виргиния Уэслиан Леди Бобкэтс».

## Ранние годы
Вики Баллетт родилась 4 октября 1967 года в городе Мартинсберг (штат Западная Виргиния), а училась она там же в одноимённой средней школе, в которой выступала за местную баскетбольную команду.